# La morte di Marat
La morte di Marat, anche noto come Marat assassinato (La Mort de Marat), è un dipinto a olio su tela (165×128 cm) di Jacques-Louis David, realizzato nel 1793 e conservato nel Museo delle Belle Arti, a Bruxelles. 

## Storia

### La vita di Marat
Jean-Paul Marat fu un politico e giornalista francese, nacque nel 1743 a Boudry, in Svizzera. Dopo aver esercitato per un periodo la professione medica, si interessò alla rivoluzione francese, scoppiata nel 1789; nel settembre dello stesso anno fondò inoltre il giornale L'Ami du peuple (L'amico del popolo), con il quale ribadì le proprie posizioni radicali. Divenuto presidente del Club dei Giacobini, Marat in questi anni pubblicò articoli profondi e sferzanti, imbevuti di un fanatismo sanguinario, con i quali incitò il popolo francese a ribellarsi contro i girondini dominanti. Gli esiti di questa lotta si ebbero il 2 giugno 1793, quando la Convenzione (alla quale Marat fu eletto nel 1792) epurò ventitré girondini, portando alla formazione di un potente governo giacobino.
Nello stesso anno Charlotte Corday, una giovane donna di Caen (noto centro girondino), si recò a Parigi con l'obiettivo di uccidere Marat; la Corday, infatti, riteneva che Marat stesse tradendo gli ideali della Rivoluzione fomentando una guerra civile, e vedeva in lui una personificazione del Terrore. Fu il 13 luglio 1793 che la giovane si recò a casa dell'uomo, che la accolse immerso in una tinozza d'acqua medicamentosa (Marat, infatti, era afflitto da un'irritante malattia della pelle che lo costringeva a lunghe permanenze nella vasca da bagno per alleviare il dolore). Dopo una breve conversazione la Corday gli trafisse il petto con un coltello e lo uccise, mentre egli stava leggendo la falsa lettera di supplica utilizzata dalla donna come pretesto per farsi ricevere.

### David e il suo quadro

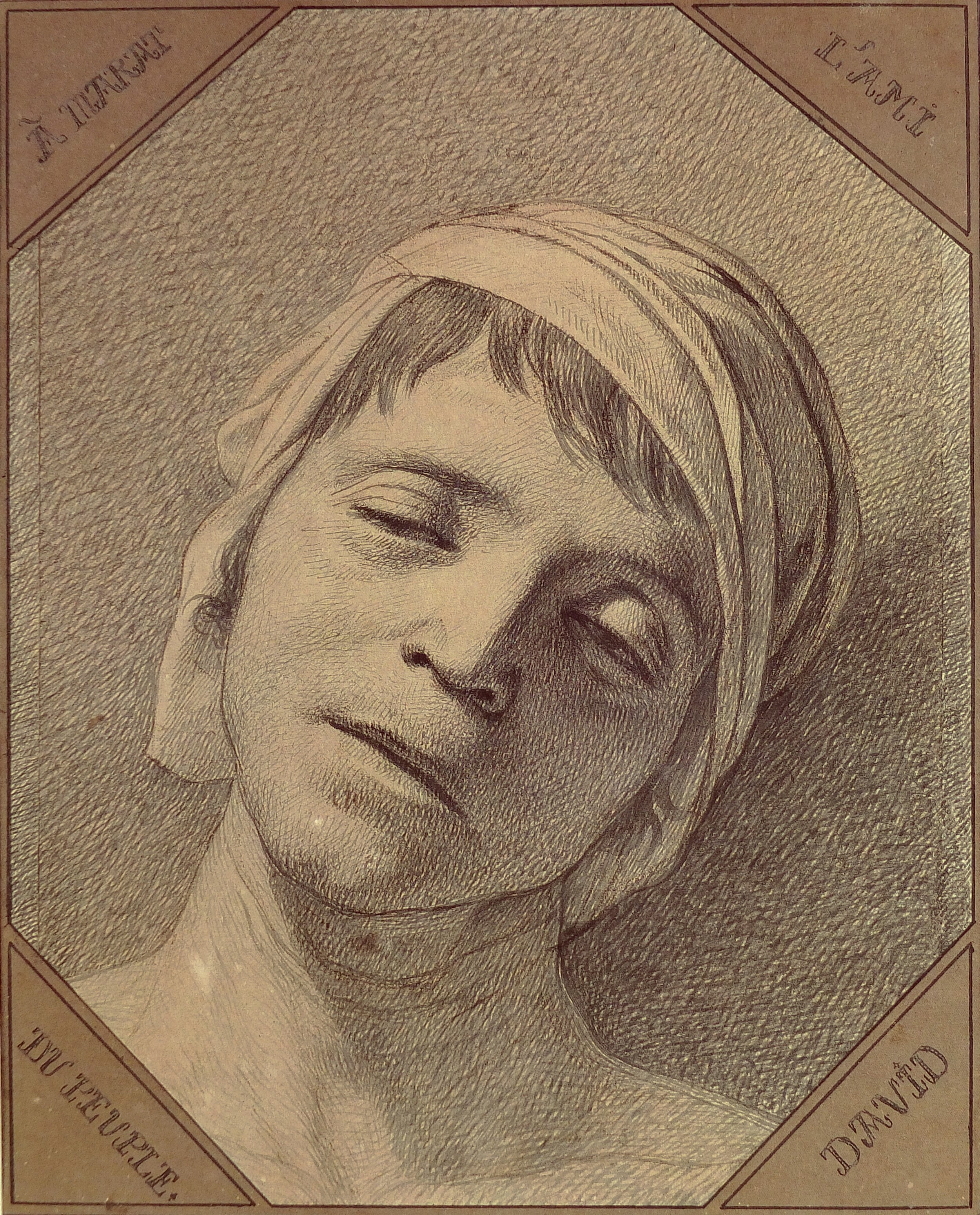
Studio sulla maschera mortuaria di Marat: Jacques-Louis David, Tête de Marat mort (1793)

L'assassinio di un giornalista, una delle voci più ascoltate dal popolo, fu un crimine che oltre a far vacillare le forze rivoluzionarie colpì in modo particolarmente intenso il pittore neoclassico Jacques Louis David, amico di Marat. Profondamente coinvolto sul piano emotivo, David decise di accettare l'incarico fornitogli dalla Convenzione di raffigurare la morte di Marat in un quadro che rendesse omaggio al martire della Rivoluzione: fu così che, dopo una gestazione durata tre mesi, nell'ottobre del 1793 David portò a termine La morte di Marat. Del lavoro preparatorio relativo al dipinto ci sono rimaste due tracce, uno studio su una maschera mortuaria di Marat e un disegno: la genesi dell'opera è attestata anche di un piccolo quadro assai simile all'opera finale (ma più piccola del 30%) che si presume essere una bozza eseguita dal maestro francese.
La morte di Marat conobbe subito una grande popolarità, tanto che ne furono richieste numerose copie e la diffusione mediante i mezzi di stampa. Dimenticata dopo la morte di Robespierre, la tela venne poi riscoperta da Stendhal e poi da Charles Baudelaire. Baudelaire, ritenendo la tela un «poema inconsueto», nel 1846 scrisse un'analisi del dipinto destinata a rimanere un riferimento celebre:
Ormai assurto a icona pubblica, il quadro di David ha ispirato molti artisti del Novecento: tra gli ammiratori più significativi troviamo Edvard Munch e Pablo Picasso, entrambi autori di una propria versione della Morte di Marat.

## Descrizione

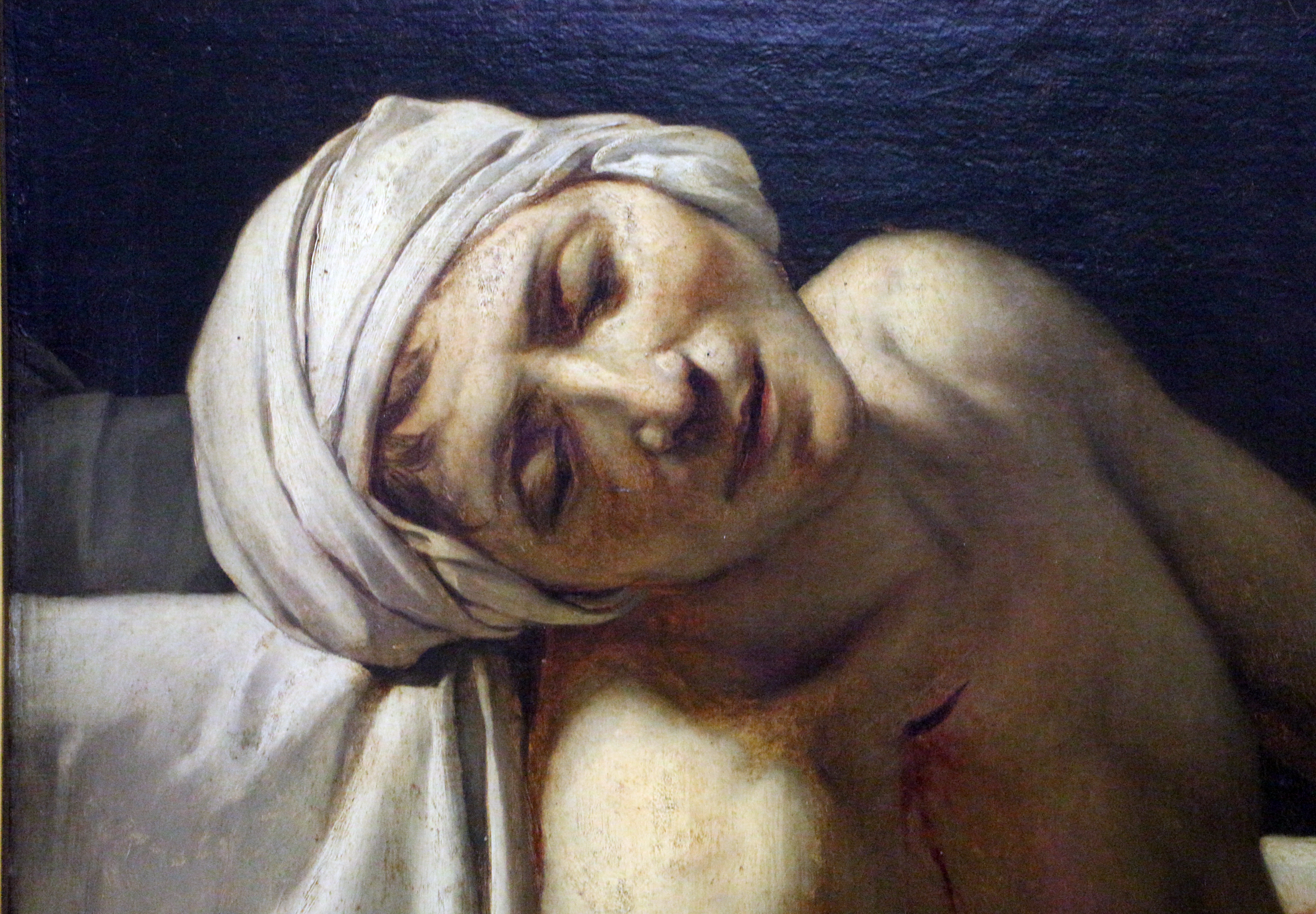
Particolare del volto di Marat

Se Il giuramento degli Orazi, altra celebre tela di David, viene assunta come modello di virtù civiche, La morte di Marat è l'immagine del dramma della rivoluzione francese, raffigurando una delle conseguenze più estreme dell'eroismo: la morte. Questo dipinto è da considerarsi infatti la santificazione di un rivoluzionario che, per tenere fede ai propri ideali, ha scelto di sacrificare la propria vita, assurgendo a dignità di martire.
Per suscitare l'immagine ideale dell'eroismo, e in conformità all'estetica neoclassica, in questo quadro David non mostra i particolari più raccapriccianti della morte di Marat, scegliendo di raffigurare il momento successivo all'assassinio. Analogamente, il luogo del delitto è rigorosamente spogliato da tutti quegli oggetti che avrebbero fatto apparire la morte di Marat come un ordinario fatto di cronaca, sviandone pertanto l'intento glorificativo.
David, in questo modo, sceglie di non riprodurre né la tappezzeria in carta da parati né la cartina geografica della Francia e le pistole affisse alla parete: si viene così a creare una scena estremamente sobria, dove il secondo piano è costituito da un fondo verdastro monocromo, stemperato solo da un pulviscolo dorato in alto a destra che sembra voler investire Marat. Manca anche il cesto che fungeva da tavolino, e in sua presenza David inserisce una cassa in legno grezzo dalle linee semplici, sulla quale è scritta la laconica dedica dell'artista: «À MARAT, DAVID. 1793. L’AN DEUX» (A Marat, David. 1793. L’anno secondo).

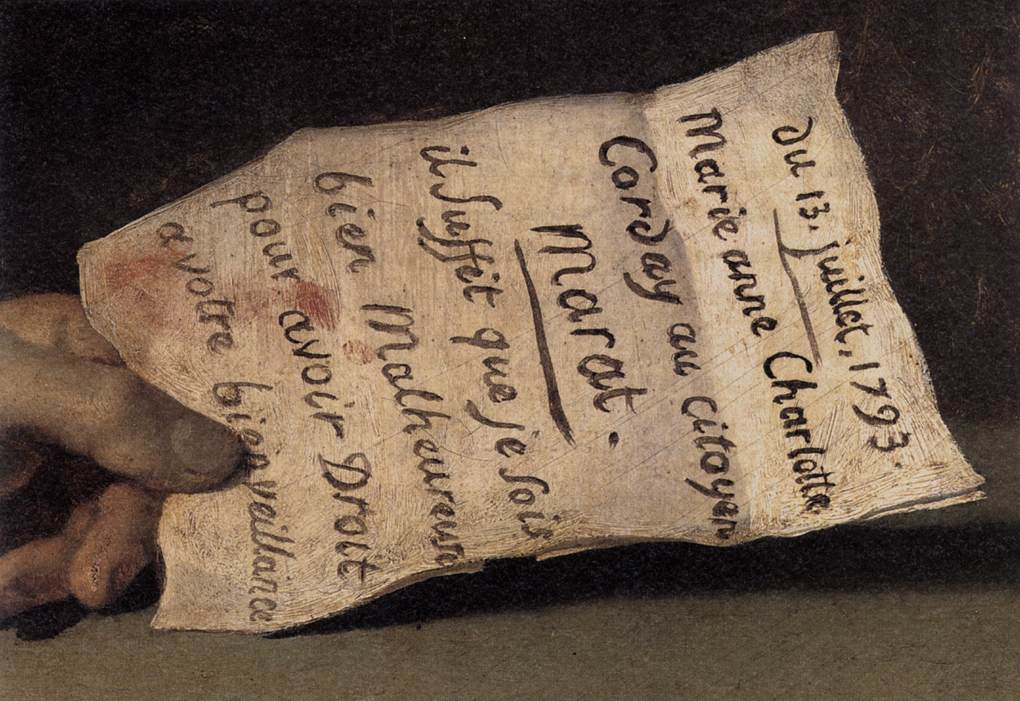
Particolare della supplica della Corday nella mano sinistra di Marat

Come già accennato, l'omicidio è avvenuto da poco, tanto che la ferita aperta sul costato gronda ancora sangue: il volto di Marat è sereno e disteso ed è appoggiato sul bordo della vasca, mentre il braccio destro è abbandonato a terra e regge ancora la penna che probabilmente stava usando prima di essere ucciso. Si tratta questa di una citazione quasi letterale del braccio pendulo del Cristo nella Pietà di Michelangelo, come di quello raffaellesco della Deposizione Borghese: riprendendo l'iconografia del Cristo portato in croce David sceglie deliberatamente di compiere un'operazione di sacralizzazione del defunto. Con l'altra mano, invece, Marat regge ancora la lettera utilizzata dalla Corday per essere ricevuta:
Nel dipinto Marat è ritratto immerso nella vasca da bagno, condizione nella quale è costretto a rimanere a causa di una malattia cutanea per la quale trova una cura palliativa solo con l'immersione del corpo nell'acqua; dalla vasca, inoltre, pende un lenzuolo rattoppato bianco macchiato di sangue, mentre la tavola utilizzata da Marat come scrittoio è coperta da un drappeggio verde. Sull'altare di legno, che nella sua essenzialità ricorda una lapide tombale, si vedono invece il calamaio con l'inchiostro ed alcuni fogli; Marat era uno dei rivoluzionari giacobini più puri, si dedicava alla causa con devozione senza mai farsi soverchiare dai propri interessi, era il rivoluzionario letterato, la sua unica arma era la penna. L'unico elemento fuori posto è il coltello, per mezzo del quale è stato perpetrato il delitto, lasciato a terra sporco di sangue. Si tratta dell'unica traccia che ci rimane dell'assassina, che in questo modo viene cancellata in maniera simbolica, e condannata all'oblio: Marat, al contrario, nel suo eroico isolamento rappresenta già un severo monito ai concittadini e alle generazioni future.

## Stile

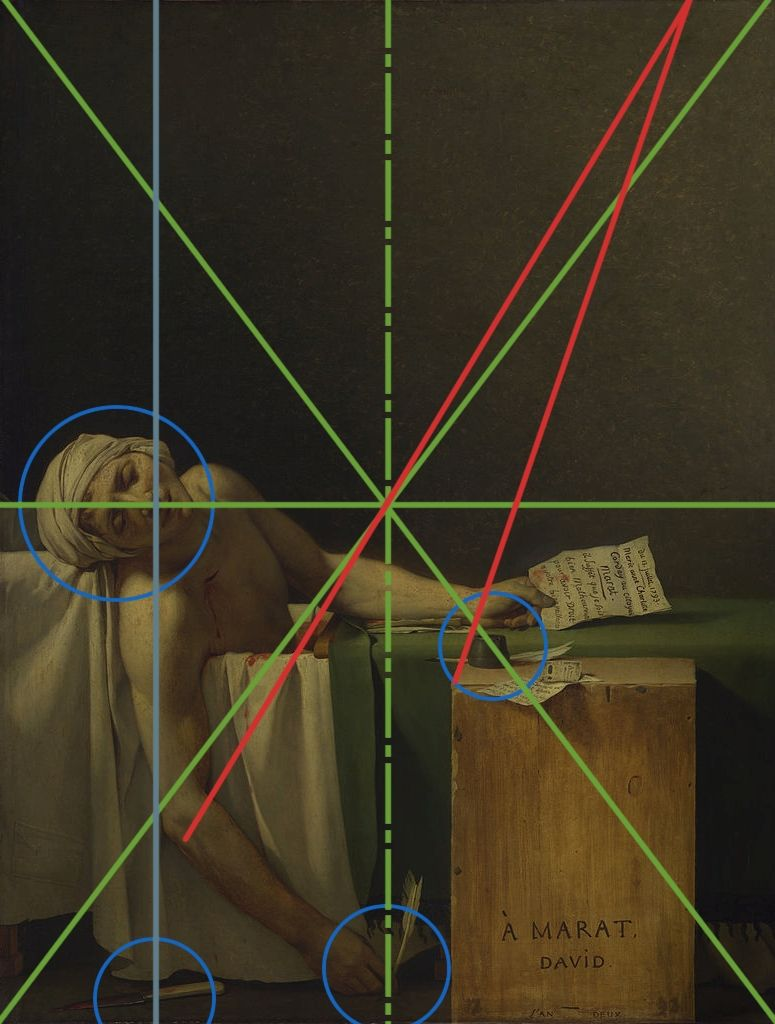
Schema prospettico-geometrico della Morte di Marat

La morte di Marat si può suddividere in due parti. Quella superiore è vuota e scura, fa emergere la figura di Marat comprimendola verso il basso e creando un’atmosfera di angosciosa immobilità, animata esclusivamente da una leggera vibrazione luminosa, ottenuta grazie all'impiego di fitte pennellate gialle; quella inferiore, invece, è dominata dal corpo esanime di Marat, eroicamente isolato nel silenzio della morte.
Tutta la composizione si articola staticamente su semplici linee verticali e orizzontali: l'unico elemento diagonale è costituito dal braccio destro, abbandonato lungo la sponda della vasca. La mano che stringe la penna è collocata lungo l'asse verticale del dipinto, mentre la testa riversa di Marat segue la direzione della direttrice orizzontale. Il punto di fuga, invece, è posto lungo il margine superiore del dipinto, così da consentire una visione rialzata del corpo di Marat e risalta l'abbandono del braccio destro che, toccando il pavimento, intende alludere al ricongiungimento dell'uomo con la terra, ovvero la morte. Le linee, fluide e continue, contribuiscono invece a definire le forme, descrivere i volumi e a incorniciare le figure.
L'intera scena viene inondata da una luce proveniente da una fonte esterna posta a sinistra del quadro che definisce nitidamente il chiaroscuro sul corpo. Memore della lezione italiana di Caravaggio, David, oltre a sottolineare allegoricamente la razionalità del defunto, in questo modo intende anche creare una profonda zona d'ombra sull'addome così da dare risalto al volto di Marat, esposto in piena luce.
Nel complesso, inoltre, il dipinto è dominato da una tonalità scura e tetra, affidata all'utilizzo minimale dei colori. La tavolozza di David, infatti, comprende sostanzialmente solo quattro tonalità: il rosa pallido dell'incarnato di Marat, il verde del drappo che ricopre lo scrittoio, il bianco dei lenzuoli e il marrone, presente sia nella sua tonalità più chiara che in quella più scura, rispettivamente nell'altare ligneo e nello sfondo monocromo. Nell'opera, infine, è presente anche il rosso del sangue, colore che nella sua interpretazione simbolica è vita, energia: caratteristiche che, tuttavia, non animano più il corpo ormai senza vita di Marat.